# Sandor Konya
Sándor Kónya, en húngaro: Kónya Sándor, (Sarkad, 23 de septiembre de 1923 - Ibiza, 20 de mayo de 2002) fue un tenor húngaro, especializado en roles alemanes e italianos, sobre todo en el papel titular de Lohengrin. 
Uno de los máximos tenores líricos de postguerra se destacó como Lohengrin (considerado el mejor intérprete de este papel de la segunda mitad del siglo XX) y Walter en Los maestros cantores de Núremberg de Wagner, además de opereta y el repertorio de Verdi y Puccini.
Estudio en la Franz Liszt Academy de Budapest hasta la Segunda Guerra Mundial donde fue prisionero de guerra. Continuó sus estudios en Bielefeld y Milán debutando en 1951 como Turiddu en Cavalleria rusticana. 
En 1954 se mudó a Darmstadt y luego formó parte del elenco de la Deutsche Oper Berlin. 
En 1958 debutó en el Festival de Bayreuth como Lohengrin regresando cada verano hasta 1971. En el marco del festival canto Froh en Das Rheingold, Walther von Stolzing en Die Meistersinger von Nürnberg, Lohengrin y Parsifal.
Cantó en la Opéra de París en 1959, Verona Arena en 1963, Parsifal en La Scala, San Francisco donde debutó como Dick Johnson en La fanciulla del West y donde regresaría hasta 1965 como Rodolfo, Pinkerton, Calaf, Radames, Don Carlos, Faust, Don Alvaro, Riccardo, Lohengrin y Parsifal.
En Covent Garden fue Lohengrin, Radames, Calaf y en el Metropolitan Opera entre 1961 y 1974 cantando más de 280 performances en 22 roles. En 1968 cantó en el Teatro Colón (Buenos Aires), Walter regresando en 1969 como Hoffmann de Offenbach.
Otros roles fueron Edgardo en Lucia di Lammermoor, Alfredo en La traviata, Cavaradossi en Tosca, Max en Der Freischütz y Otello.

## Discografía de referencia
- Verdi: Requiem / Giulini
- Puccini: La Boheme / Alberto Erede, Berlín 1960
- Puccini: Tosca / Horst Stein
- Wagner: Des Ring Des Nibelungen / Hans Knappertsbusch, Bayreuth 1958
- Wagner: Die Meistersinger Von Nürnberg / Kubelik
- Wagner: Lohengrin / Rudolf Kempe, Bayreuth 1967
- Wagner: Lohengrin / André Cluytens
- Wagner: Lohengrin / Leinsdorf
- Wagner: Lohengrin / von Matačić, Bayreuth 1959
- Wagner: Parsifal / André Cluytens, La Scala
- Wagner: Parsifal / Boulez, Bayreuth 1966
- Wagner: Parsifal / Jochum, Bayreuth 1971